# Olli Partanen
Heikki Olavi „Olli” Partanen (ur. 18 sierpnia 1922 w Kouvoli, zm. 15 czerwca 2014 tamże) – fiński lekkoatleta, dyskobol, medalista mistrzostw Europy z 1950.
Zdobył brązowy medal w rzucie dyskiem na mistrzostwach Europy w 1950 w Brukseli przegrywając tylko z reprezentantami Włoch Adolfo Consolinim i Giuseppe Tosim.
Odpadł w kwalifikacjach na igrzyskach olimpijskich w 1952 w Helsinkach.
Jego rekord życiowy wynosił 50,14 m (25 września 1949 w Karhula).